# Asociación Cultural Faceira
La Asociación Cultural Faceira es una asociación española dedicada al estudio, divulgación, protección y proyección del patrimonio cultural, histórico y lingüístico de la provincia de León. Su sede se encuentra en la localidad de Veguellina de Órbigo.

## Denominación
El nombre de la asociación proviene de la palabra faceira, muy usada en los dialectos leoneses de las comarcas occidentales de León y Zamora, cuyo significado es «el conjunto de tierras cultivadas de un pueblo», aunque tiene matices dependiendo de la comarca.

## Historia
La asociación nació en León en 2011 tras la desaparición de otra asociación cultural dedicada al estudio de la lengua leonesa llamada Facendera pola Llengua, la cual ya tenía un reconocido prestigio y un largo recorrido en el estudio del leonés. Algunos antiguos miembros de esta última decidieron continuar aquella tarea divulgativa y lingüística y decidieron crear la Asociación Cultural Faceira.

## Actividad

### Lingüística
La asociación trabaja en pro de la visibilidad social y el reconocimiento del leonés en el terreno institucional de la Junta de Castilla y León y las demás instituciones políticas, culturales y sociales de León y Zamora. Asimismo colabora con otras asociaciones lingüísticas de León y Zamora, como El Teixu, Furmientu y La Caleya, en el estudio y la recuperación del leonés, así como en su divulgación. También mantiene contactos y colabora con la Academia de la Lengua Asturiana y con otras asociaciones culturales leonesas como El Raigañu. 
En relación con la discusión sobre si el leonés y el asturiano son una misma lengua o no, la asociación defiende que ambas pertenecen al mismo dominio lingüístico, es decir que son la misma lengua. Esta posición es defendida junto con otras asociaciones con las cuales colabora en la defensa, difusión y estudio del leonés, como las citadas Furmientu, La Caleya y El Teixu.
En septiembre de 2011 presentó una serie de escritos y alegaciones ante la Consejería de Cultura y Turismo de Castilla y León reclamándole el cumplimiento del artículo 5.2 del Estatuto de Autonomía de ese territorio, donde se reconoce al leonés como objeto de especial protección por su valor dentro del patrimonio cultural de la Comunidad autónoma, y pidiendo el desarrollo de medidas específicas para cumplir con este artículo, como la introducción del leonés en la enseñanza como materia optativa. Ante la negativa de la Junta de Castilla y León, que respondió con una carta sin dar respuesta a la petición hecha, la asociación puso una demanda a dicho organismo por violar el artículo 29 de la Constitución así como la Ley Orgánica 4/2001, de 12 de enero, regulador del Derecho de Petición, incoándoles un procedimiento de Derechos Fundamentales 6/2011 que sigue en el Juzgado del Contencioso-Administrativo número 1 de Valladolid.
En 2012 publicó una gramática del leonés dirigida al público general —cuyo título fue Xurdir— con la colaboración del filólogo y escritor Héctor Xil, miembro de la Academia de la Lengua Asturiana. También con su colaboración, la asociación realizó ese mismo año una propuesta de estándar lingüístico supradialectal para el Asturiano occidental, especialmente para las modalidades habladas en la provincia de León.
En 2013 participó en la creación de una plataforma en defensa de las lenguas minoritarias de Castilla y León, el leonés y el gallego, junto con otras cinco asociaciones de León, Zamora y Salamanca como Furmientu, La Caleya, El Teixu, Fala Ceibe y Documentación y Estudio del Rebollar. Ese mismo año la asociación lanzó un curso de aprendizaje por internet. En 2014 organizó en la ciudad de León la primera edición de un curso presencial de iniciación al leonés; a la que siguieron nuevas ediciones en 2015, 2016, 2017 y 2018.
El 3 de agosto de 2017 la asociación participó en la Universidá Asturiana de Branu, en Cangas del Narcea, donde expuso la situación de la literatura y del idioma en León. El 26 de octubre del mismo año, una delegación de la asociación participó en la reunión del Intergrupo de Minorías Tradicionales, Comunidades Nacionales y Lenguas del Parlamento Europeo en Estrasburgo; en ella dieron a conocer la situación del leonés y al falta de atención por parte de la Junta de Castilla y León.

### Cultura
La asociación está implicada en la defensa de las juntas vecinales tras conocerse la reforma de la Ley de la Administración Local emprendida en 2012 por el gobierno español, que pone en peligro su existencia; colabora junto a otras asociaciones, agrupaciones y partidos políticos locales y leonesistas en diversas inicitivas para defender dicha institución. Asimismo, desde 2012 colabora en la producción del documental La voz del concejo para divulgar el funcionamiento de esta institución y denunciar el riesgo de desaparición con la nueva ley.
En 2013 la asociación organizó, en colaboración con el Ayuntamiento de Astorga, el primer Certamen Literario Astúrica para escritores de lengua asturleonesa. Esto generó cierta polémica puesto que anteriormente había sido la asociación local La Caleya quien organizaba un concurso de las mismas características, el Certamen de Relato Corto y Poesía en Leonés. Desde 2011 colabora con diferentes asociaciones locales en la organización de filandones:
| Fecha                        | Filandón              | Lugar de celebración  |
| ---------------------------- | --------------------- | --------------------- |
| 26 de noviembre de 2011      | II Bardoniana         | Carrizo de la Ribera  |
| 10 de noviembre de 2012      | I Filandón Berciano   | Noceda del Bierzo     |
| 2 de noviembre de 2013       | II Filandón Berciano  | Toreno                |
| 1 de febrero de 2014         | Santa Brígida         | San Román de la Vega  |
| 29 de noviembre de 2014      | III Filandón Berciano | Vega de Espinareda    |
| 31 de enero de 2015          | Santa Brígida         | San Román de la Vega  |
| 31 de enero de 2016          | Santa Brígida         | San Román de la Vega  |
| 5 de noviembre de 2016       | IV Filandón Berciano  | La Ribera de Folgoso  |
| 11 de noviembre de 2017      | V Filandón Berciano   | Santa Marina de Torre |
| 3 de noviembre de 2018       | VI Filandón Berciano  | Bembibre              |
| 2 de febrero de 2019         | Santa Brígida         | San Román de la Vega  |
| 2 de febrero de 2020         | Santa Brígida         | San Román de la Vega  |
| 22 y 23 de noviembre de 2024 | III Bardoniana        | Carrizo de la Ribera  |

Desde 2011 organiza, alternativamente con la asociación El Teixu, las Xornadas de Patrimoniu Llingüísticu y Cultural, que pretenden destacar el valor de las variedades del asturleonés que sobreviven en distintas zonas de la provincia de León. Las diferentes ediciones han tenido lugar en Astorga, León, Villablino, Villamejil y Oseja de Sajambre. Desde 2015 organiza el magostu cepedanu, con diferentes sedes en cada una de sus ediciones: Sueros de Cepeda (2015), Ferreras (2016), Brimeda (2017) Villagatón (2019), Magaz de Cepeda (2021) y San Feliz de las Lavanderas (2022). Desde 2016 organiza los denominados Calechos d’hibiernu en la ciudad de León, cuyo programa ofrece una serie de charlas sobre distintos aspectos de la historia, la cultura y las tradiciones de León.
Pese a que la asociación se declara desvinculada a cualquier movimiento o partido político, algunos de sus miembros están ligados a plataformas leonesistas de tipo cultural con las que colaboran; de hecho algunos miembros de partidos locales suelen participar en sus encuentros y reuniones sociales y culturales. Su labor provocó que Izquierda Unida de Astorga iniciase una campaña en defensa del leonés, consiguiendo que el procurador de Izquierda Unida en las Cortes de Castilla y León presentáse unas preguntas sobre la situación del mismo y el cumplimiento del artículo 5.2 del Estatuto autonómico.

### Otros ámbitos
La asociación participó en los actos del 10.º aniversario de Wikipedia en asturiano, que tuvieron lugar los días 12 y 13 de septiembre de 2014 en Oviedo. Faceira contribuyó, junto al colectivo Fame Poétika, con un homenaje a Caitano Bardón y participando en una mesa redonda sobre Llingua y Medios.

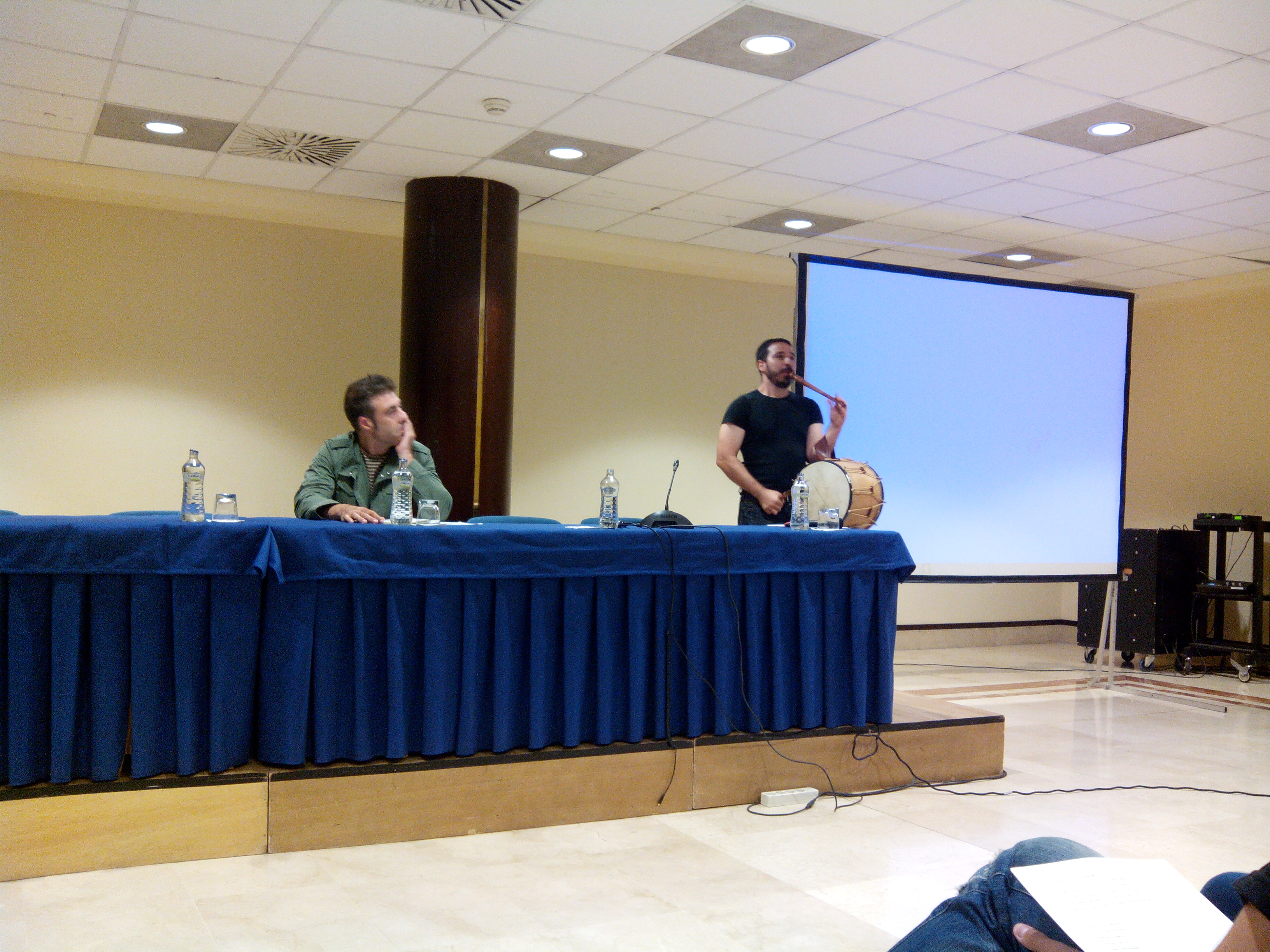
Un instante del homenaje a Caitano Bardón
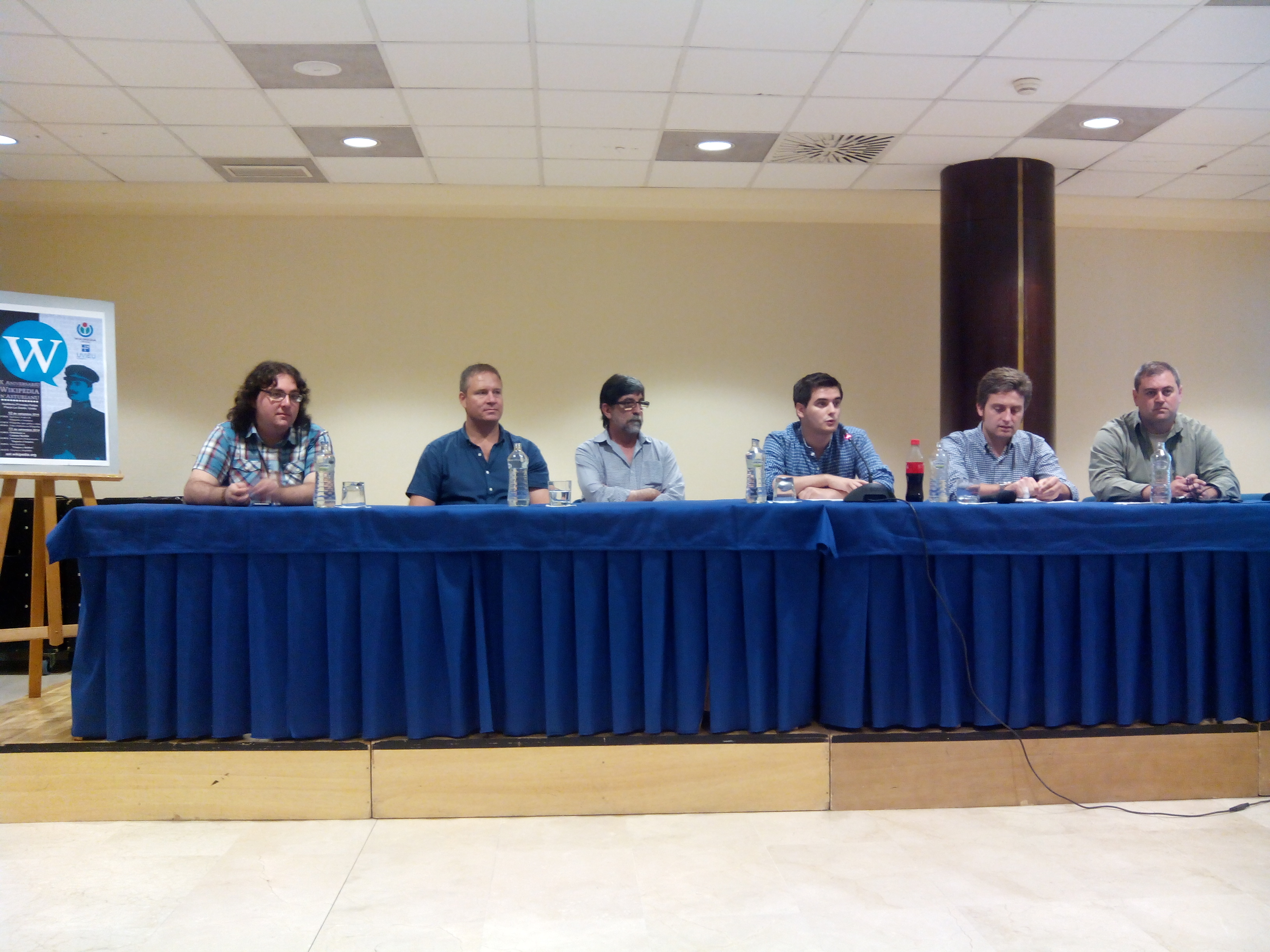
Mesa redonda sobre Llingua y Medios

## Publicaciones
- Xurdir. Guía gramatical de leonés. 2012. ISBN 978-84-940151-3-7.
- Bartolomé Pérez, Nicolás; Álvarez Peña, Alberto (2013). Mitoloxía popular del reinu de Llión. León: Cultural Norte. ISBN 978-84-940151-5-1.
- Valle Carrera, Xepe (2015). Mitoloxía y simbolismu alredor de la ñaturaleza y l’arquitectura tradicional de Cabreira (Llión). León: Cultural Norte. ISBN 978-84-943617-2-2.
- López, Xairu (2015). Falar con xeitu. León: Cultural Norte. ISBN 978-84-943617-5-3.
- Esbardu Vocabulariu Llionés Ilustráu. León: Cultural Norte. 2017. ISBN 978-84-945464-4-0.
- Bartolomé Pérez, Nicolás; Escobar Espiniella, Ricardo (2018). Llión máxicu. Pequeña mitoloxía llionesa I. León: Cultural Norte. ISBN 978-84-945464-7-1.
- Bartolomé Pérez, Nicolás (2018). Diccionariu Lliones. ISBN 978-84-949022-4-6.
- López, Xairu (2020). La fueya rota y outros relatos. León: Cultural Norte. ISBN 978-84-120683-0-6.
- Bartolomé Pérez, Nicolás; Escobar Espiniella, Ricardo (2020). Llión máxicu. Pequeña mitoloxía llionesa II. León: Cultural Norte. ISBN 978-84-120683-3-7.
- Chao, Ricardo; Escobar, Ricardo (2021). Los reis de Llión. Eolas. ISBN 978-84-18718-36-6.
- Díez González, Alejandro; Escobar Espiniella, Ricardo (2021). Llión en ruta. 13 propuestas de sendeirismu. León: Cultural Norte. ISBN 978-84-120683-8-2.
- Bartolomé, Nicolás; Escobar, Ricardo (2024). Arcu la Vieya. Antoloxía de tradición oral llionesa pa nenas y nenos de güei. Eolas. ISBN 978-84-10057-67-8.

Añada. Revista d’estudios llioneses
- Cátedra de Estudios Leoneses. Universidad de León, ed. (2019). Añada. Revista d’estudios llioneses (1). ISSN 2695-8643.
- Cátedra de Estudios Leoneses. Universidad de León, ed. (2020). Añada. Revista d’estudios llioneses (2). ISSN 2695-8643.
- Cátedra de Estudios Leoneses. Universidad de León, ed. (2021). Añada. Revista d’estudios llioneses (3). ISSN 2695-8643.
- Cátedra de Estudios Leoneses. Universidad de León, ed. (2022). Añada. Revista d’estudios llioneses (4). ISSN 2695-8643.
- Cátedra de Estudios Leoneses. Universidad de León, ed. (2023). Añada. Revista d’estudios llioneses (5). ISSN 2695-8643.
- Cátedra de Estudios Leoneses. Universidad de León, ed. (2024). Añada. Revista d’estudios llioneses (6). ISSN 2695-8643.